# Blanca Eekhout
Blanca Rosa Eekhout Gómez (sinh ngày 6 tháng 1 năm 1968) là một chính trị gia người Venezuela, từng là Bộ trưởng Phụ nữ và Bình đẳng giới từ năm 2016. Bà là Bộ trưởng Truyền thông và Thông tin từ năm 2009 đến 2010, và giữ chức Phó Chủ tịch Quốc hội thứ hai. trong giai đoạn lập pháp 2011-2015. Bà cũng là chủ tịch của VTV và ViVe và là đồng sáng lập của Catia TVe vào năm 2001.

## Tiểu sử
bà đã học trung học tại trường trung học Jose Antonio Páez ở quê nhà Acarigua và tốt nghiệp Đại học Trung tâm Venezuela với bằng Cử nhân Nghệ thuật điện ảnh. bà gia nhập Đảng Xã hội Thống nhất Venezuela (PSUV), trở nên thân thiết với tổng thống Hugo Chávez. Bà thay thế Jesse Chacón làm Bộ trưởng Thông tin và Truyền thông từ ngày 16 tháng 4 năm 2009 đến năm 2010 
Năm 2010, bà được đảng của mình bầu làm lãnh đạo ứng cử tại bang Portuguesa cho cuộc bầu cử quốc hội năm 2010, nơi bà được bầu làm phó. Sau khi giữ ghế vào năm 2011, bà được bổ nhiệm làm Phó chủ tịch thứ hai của Hội đồng cho đến tháng 1 năm 2015. bà là điều phối viên quốc gia của Cực yêu nước và phó chủ tịch ngành của Liên minh và các phong trào xã hội của PSUV. Năm 2016, bà được bầu làm Bộ trưởng Phụ nữ và Bình đẳng giới.